# Tonoscopia
Tonoscopia é uma propriedade coligativa que constitui na diminuição da pressão máxima de vapor (PMV) de um solvente quando se adiciona a ele um soluto não volátil. Em relação à pressão de vapor de um solvente puro, pode-se dizer que sempre ela será maior do que a pressão de vapor de uma solução. Isso decorre do fato de que as partículas do soluto roubam energia cinética das moléculas do solvente, impedindo que parte destas ganhem o estado de vapor. As partículas dispersas constituem uma barreira que dificulta a movimentação das moléculas do solvente do líquido para a fase gasosa. 
A diferença entre a pressão máxima de vapor do solvente puro e a pressão máxima de vapor do solvente em solução denomina-se abaixamento absoluto da pressão máxima de vapor. Com isso, é possível estabelecer a seguinte condição para as soluções: quanto maior a quantidade de partículas em uma solução, menor será a sua pressão de vapor. Não dependendo da natureza do soluto, e sim de sua quantidade. 
Deve-se calcular a quantidade de materia (molaridade) de um soluto não orgânico multiplicando a molaridade informada pelo número de mols de cada substância/elemento, assim, as somando. Ex: NaCl = 0,1 mol/l , Na= 0,1 . 1 (n de mols) + Cl= 0,1 . 1 = 0,2mol/l
Isso ocorre porque algumas substâncias tem mais partículas por unidade de volume que outras (o número de mols explica isto). Não ocorre com substâncias orgânicas.
O abaixamento da PMV depende da temperatura (TPM). Ao quociente entre o abaixamento da pressão máxima de vapor (DP)(deparv) e a pressão máxima de vapor do solvente puro (PO)(piok) damos o nome de abaixamento relativo da pressão máxima de vapor(vpm). Este independe da temperatura, porque a variação desta provoca uma variação de DP e p, da mesma magnitude, não alterando o quociente (QUO),

## Fórmula da tonoscopia
O abaixamento absoluto da pressão de vapor devido a adição de um soluto se dá na seguinte forma:
Δp = Psolvente puro - Psolução
onde Psolvente puro é a pressão de vapor máxima do solvente (quando não há soluto) e Psolução é pressão de vapor da solução (soluto + solvente).
Lei de Raoult:
P(solução) = X2(solvente) . P(solvente puro)
X2 = fração molar do solvente= n2/n1+n2
n2 = número de mols do solvente
n1 = número de mols do soluto
Por outro lado,
Variação Tonoscópica = coeficiente tonoscópico molar * Molaridade da solução
ou
Variação Tonoscópica = coeficiente tonoscópico molar * Molalidade da solução
A depender da dimensão do coeficiente tonoscópico molar.